# مهدي مسعودي
مهدي مسعودي هو لاعب كرة قدم مغربي في مركز الدفاع، ولد في 8 مارس 1989 في نيس في فرنسا. لعب مع نادي سانت إتيان ونادي غرونوبل.

## وصلات خارجية
- مهدي مسعودي على موقع قاعدة بيانات كرة القدم.إي يو (الإنجليزية)
- مهدي مسعودي على موقع Soccerway.com (الإنجليزية)